# UNAF Cup Winners Cup
Der UNAF Cup Winners Cup, auch North African Cup Winners Cup (französisch : Coupe nord-africaine des vainqueurs de coupe), ist ein Fußballvereinswettbewerb in Nordafrika, der seit 2008 jährlich ausgespielt und vom Nordafrikanischen Fußballverband (UNAF), einer Unterorganisation der CAF, organisiert wird. Teilnahmeberechtigt sind die jeweiligen nationalen Pokalsieger aus Algerien, Marokko, Tunesien und Libyen. Der Pokalsieger Ägyptens wäre ebenfalls startberechtigt; ein Vertreter des Landes nahm aber nur an der ersten Ausspielung 2008 teil. Gespielt wird ab dem Halbfinale im reinen K.-o.-System mit Hin- und Rückspiel. Häufig wird dieser Wettbewerb auch als Nachfolger des Maghreb Cup Winners Cups bezeichnet bzw. angesehen.

## Die Endspiele und Sieger
| Jahr | Sieger          | Ergebnisse      | Finalist        |
| ---- | --------------- | --------------- | --------------- |
| 2008 | Espérance Tunis | 0:0 / 2:1       | JSM Béjaïa      |
| 2009 | CS Sfax         | (a)1:1 / 0:0(a) | Al-Ahly Bengasi |
| 2010 | ES Sétif        | 3:1 / 3:2       | Al-Nasr SCSC    |